# Smakterheide
Smakterheide is een wijk van Venray.
De veldnaam verwijst naar de buurtschap Smakt. Tegenwoordig betreft het voornamelijk een bedrijventerrein. Tussen 1950 en 1960 verrezen hier de eerste bedrijven, omstreeks 1965 vestigde zich hier Rank Xerox. Een uitbreiding vond plaats in de jaren '80 en '90 van de 20e eeuw, waarmee het terrein ongeveer 138 ha groot werd.
In 1993 kwam er aansluiting op de Rijksweg 73, een autoweg tussen Nijmegen en Venlo. Ook logistieke bedrijven vestigden zich op dit bedrijventerrein.
In 2006 kwam er een speelplein in de wijk voor kinderen om in te spelen deze werd geopend door de jongste en de oudste bewoner van de wijk.